# 吕克·范奥普泽兰
吕克·范奥普泽兰（荷蘭語：Luuc van Opzeeland，1999年5月21日—），生于霍夫多普，荷兰男子帆船运动员，2023年世界帆船锦标赛男子iQFoil金牌得主、2024年夏季奥林匹克运动会男子iQFoil铜牌得主。